# Dicranoloma platycaulon
Dicranoloma platycaulon är en bladmossart som beskrevs av C. Müller och Hugh Neville Dixon 1913. Dicranoloma platycaulon ingår i släktet Dicranoloma och familjen Dicranaceae. Inga underarter finns listade i Catalogue of Life.